# 二橋進一
二橋 進一（にはし しんいち、1969年2月14日 - ）は、日本の俳優。静岡県出身。血液型O型。所属事務所はジャパンアクションエンタープライズ。本名・旧芸名は二橋進。趣味・特技は、太極拳、舞踏、乗馬、バイク。
身長173センチメートル / 体重72キログラム。

## 出演

### テレビドラマ
- 世にも奇妙な物語『覆面』（1991年、フジテレビ系） - 南郷勇次 役
- 特救指令ソルブレイン 第37話「悲しいヒットマン」（1991年）
- 土曜ワイド劇場 お祭り弁護士・澤田吾朗（1）（2000年5月6日、テレビ朝日系）
- 仮面ライダーシリーズ（テレビ朝日）
  - 仮面ライダークウガ 第32話（2000年9月10日）
  - 仮面ライダーディケイド（2009年）
  - 仮面ライダーガッチャード 第13話・第36話（2023年12月3日・2024年5月19日）- 錬金連合幹部 役
  - 仮面ライダーガヴ 第30話・第33話（2025年4月13日・5月4日） - マーゲン 役
- スーパー戦隊シリーズ（テレビ朝日）
  - 未来戦隊タイムレンジャー（2000年）
  - 爆上戦隊ブンブンジャー 第10話（2024年5月5日）- 柏餅屋の店長 役
- NHK大河ドラマ
  - 武蔵 MUSASHI 第10回 - 14回（2003年3月9日 - 4月6日） - 御池 役[2]
  - 功名が辻 第29回（2006年7月23日） - 服部半蔵 役[2]
  - 風林火山（2007年） - 庵原家家来 役
  - 篤姫（2008年） - 三吉慎蔵 役
  - 麒麟がくる（2020年） - 貞永久四郎 役
- 人生はフルコース（2006年、NHK）
- 木曜時代劇 鞍馬天狗（2008年、NHK） - 野中半次郎 役[2]
- 坂の上の雲（2009年、NHK） - 陸軍通信兵 役[2]
- 土曜ワイド劇場
  - 「温泉 (秘) 大作戦8」（2009年12月、朝日放送） - 日下部直樹 役
  - 「新聞記者 鶴巻吾郎の事件簿4」（2010年11月、テレビ朝日） - 出口功 役
- 俺の空 刑事編 第5話（2011年11月13日、テレビ朝日） - 高西昇 役
- 山村美紗サスペンス 黒の滑走路 第4作（2014年5月2日、フジテレビ） - 風間武史 役[2]

### 映画
- 飛龍伝（1990年）
- 宣戦布告（2000年） - 警視庁SAT隊員 陣内 役
- 陰陽師（2001年） - 長正（陰陽寮陰陽師）役
- 真夜中まで（2001年） - 警官B 役
- 象の背中（2007年）
- 新宿インシデント（2009年）[2]
- おとうと（2010年） - 高野小春の友人 役
- オーズ・電王・オールライダー レッツゴー仮面ライダー（2011年） - 刑事役

### 舞台
- 美少女戦士セーラームーン（1993年 - 1994年、ゆうぽうと簡易保険ホール 他） - ジェダイト 役
- JAEプロデュース公演 残侠（2010年、スペース107新宿） - 鮫島警察署長 役[2]
- UPS舞台 THE WINDS OF GOD（2012年、シアターグリーン） - 田分隊長 役[2]

### CM
- エプソン EPSON iPrint（2014年）[2]